# Pains
Pains là một đô thị thuộc bang Minas Gerais, Brasil. Đô thị này có diện tích 418,043 km², dân số năm 2007 là 8122 người, mật độ 18,2 người/km².